# پلیموث گران فیوری

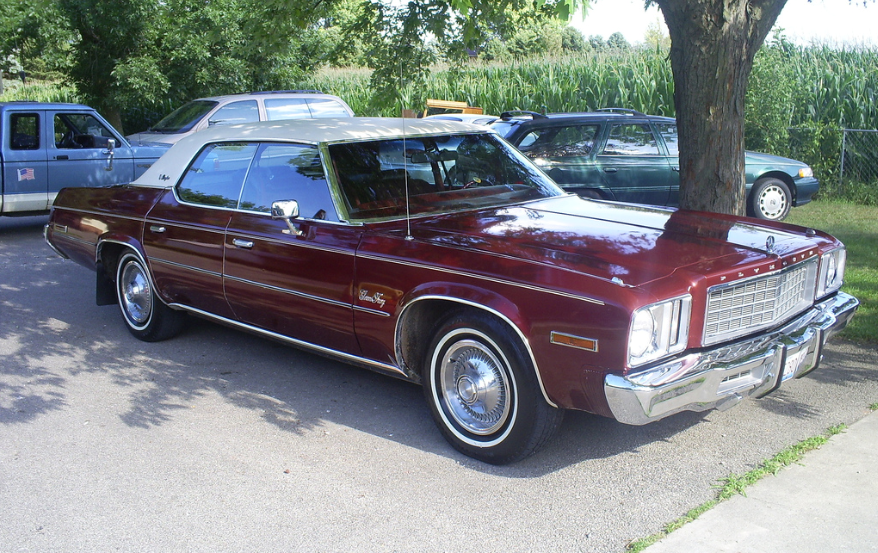

پلیموث گرن فیوری (به انگلیسی: Plymouth Gran Fury) خودرویی است که توسط شرکت پلیموث در سال‌های ۱۹۷۵ تا ۱۹۸۹ در سنت‌لوئیس، ایالات متحده آمریکا، ایالات متحده آمریکا، ویندزور و کانادا تولید شده‌است.
طراحی آن خودروهای موتور جلو-محور عقب بوده است.

## نگارخانه

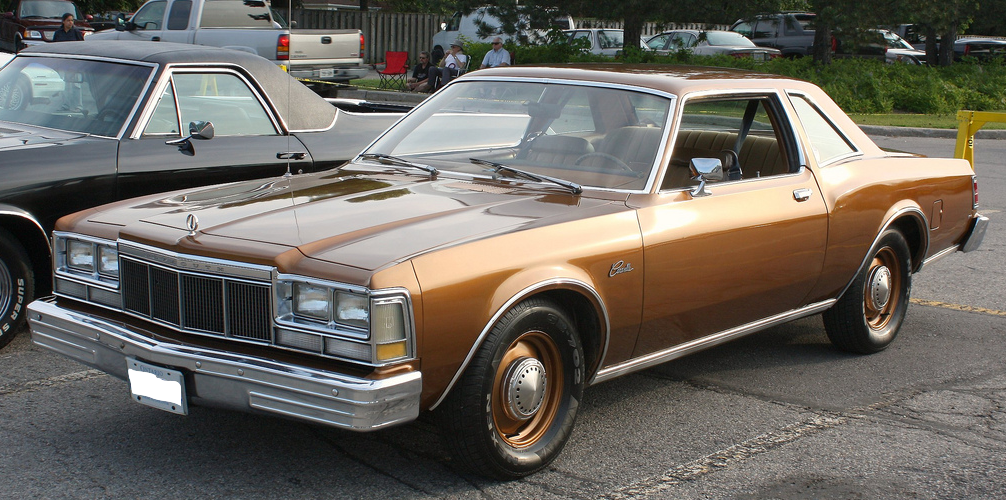
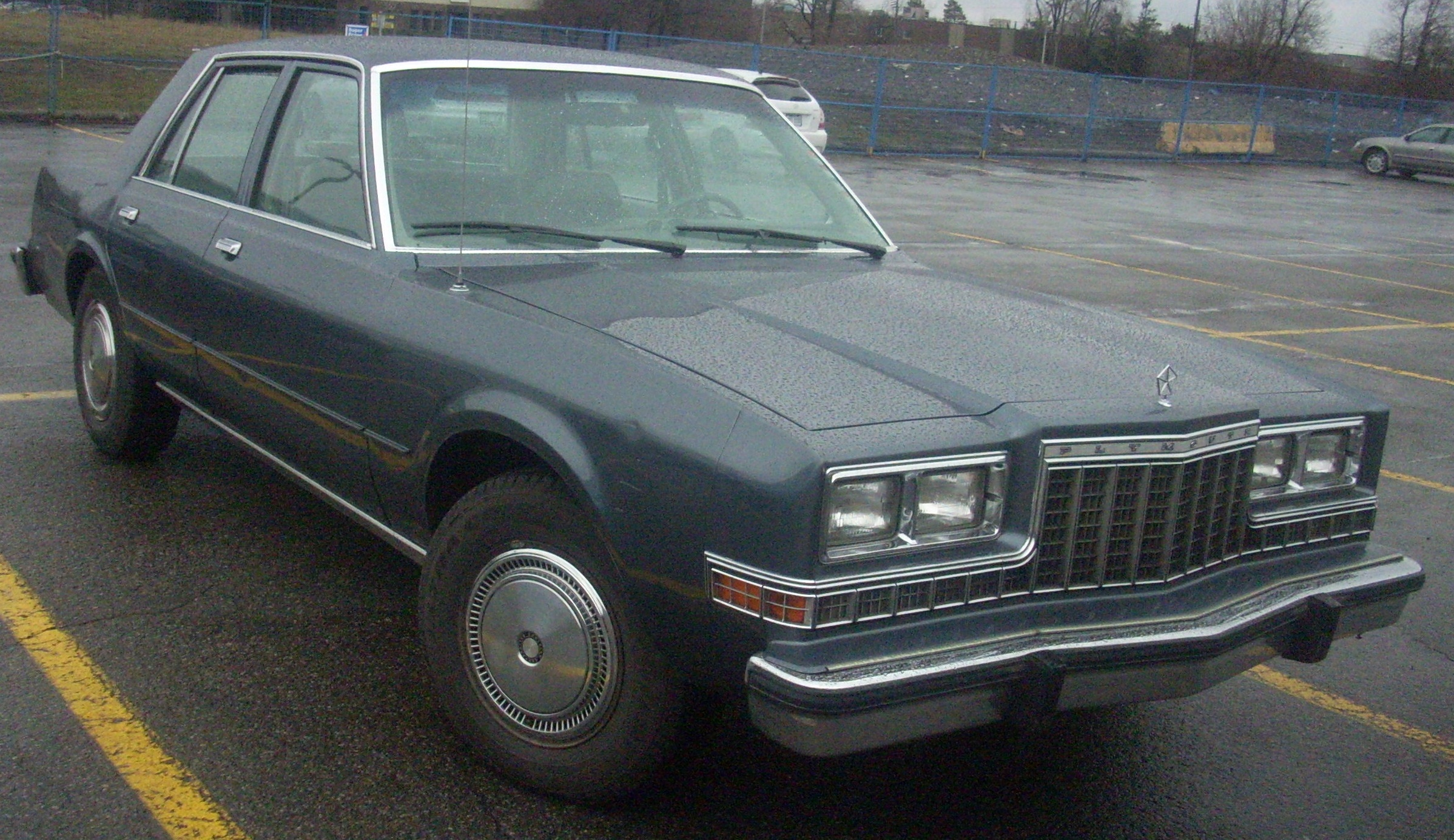